# Stazione di Macomer (ARST)
Stazione di Macomer vasútállomás Olaszországban, Szardínia régióban, Macomer településen.

## Vasútvonalak
Az állomást az alábbi vasútvonalak érintik:
- Macomer-Nuoro-vasútvonal

## Kapcsolódó állomások
A vasútállomáshoz az alábbi állomások vannak a legközelebb: 
- Stazione di Birori (ARST)
- Bara train station